# Giuseppe Poggi Longostrevi
Giuseppe Poggi Longostrevi (1936 – Milano, 12 settembre 2000) è stato un medico e dirigente d'azienda italiano.
Proprietario di alcune cliniche private del milanese, denominato il "re Mida" della sanità lombarda, fu protagonista di uno scandalo che coinvolse la sanità lombarda alla fine degli anni novanta.

## Vicenda giudiziaria
Giuseppe Poggi Longostrevi condusse una maxitruffa miliardaria ai danni del Servizio Sanitario Nazionale. Nell'inchiesta del 1997 dei pubblici ministeri Francesco Prete e Sandro Raimondi, furono accusati di corruzione centinaia di medici di famiglia che avevano emesso false prescrizioni sanitarie dietro compenso in denaro (dai 25 ai 50 euro a ricetta più il 15% del valore dell'accertamento medico richiesto) e regali da parte di Longostrevi. I medici di base prescrivevano inutili e costosi esami clinici (soprattutto scintigrafie) che i pazienti effettuavano nelle cliniche private convenzionate di proprietà del Longostrevi.  Fu sequestrato un "libro mastro" della corruzione con circa 700 nomi di medici.
Longostrevi, arrestato il 28 maggio 1997, decise di collaborare con gli inquirenti dopo nove mesi di arresto tornò in libertà ma si suicidò nel 2000 alla vigilia del processo di primo grado con un'overdose di barbiturici, dopo un primo tentativo non riuscito di qualche mese prima.
Il Ministero della Salute e la Regione Lombardia si costituirono parte civile.  Su 247 imputati, il processo di primo grado iniziato nel 2000 si concluse con 178 condanne con pene dai 3 anni ai due mesi di reclusione. Durante il processo di primo grado, un testimone morì nell'aula di tribunale, affollata all'inverosimile.
Al processo di appello nel 2004, dei 178 medici rinviati a giudizio in primo grado, da parte del procuratore generale Francesco D'Andrea fu chiesta la prescrizione per 78 imputati perché i reati erano stati commessi prima del 1996. 14 medici di famiglia patteggiarono la pena, alcuni risarcirono il danno per ottenere attenuanti. Il processo d'appello si concluse con 12 patteggiamenti, 19 condanne per corruzione (da un anno e dieci mesi a tre anni e un mese), 24 assoluzioni e 123 prescrizioni. I risarcimenti nei confronti delle parti civili, nel caso della Regione Lombardia, furono dimezzati dai giudici in quanto la Regione, organo preposto alla sorveglianza e all'accertamento, aveva svolto controlli non idonei ed omissivi. Poggi Longostrevi aveva pagato una tangente di 72 milioni di lire tra il 1996 e il 1997 a Giancarlo Abelli, all'epoca dei fatti presidente della Commissione Sanità della Regione Lombardia.